# Hexatoma (Eriocera) hemicera
Hexatoma (Eriocera) hemicera is een tweevleugelige uit de familie steltmuggen (Limoniidae). De soort komt voor in het Palearctisch gebied.